# Ready 2 Rumble Boxing: Round 2
Ready 2 Rumble Boxing: Round 2 — симулятор бокса для консолей Dreamcast, Nintendo 64, PlayStation, PlayStation 2 и Game Boy Advance. Сиквел Ready 2 Rumble Boxing.

## Игровой процесс
Геймплей игры заимствован у своего предшественника: игрок атакует своего противника, выбивая из него полоску с очками жизни. Герой может проводить мощные комбо-удары, сбивающие противника с ног. В продолжении существует три уровня игрового элемента «Rumble». Если успешно провести длинное комбо, последним ударом персонаж может нокаутировать противника за ринг, давая игроку мгновенную победу.

## Разработка

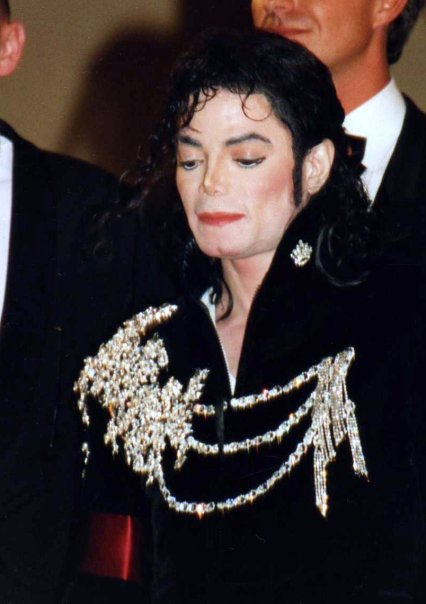
Майкл Джексон принял участие в создании своего персонажа.

Новости о продолжении игры Ready 2 Rumble Boxing от Midway впервые были обнародованы ещё в начале лета 1999 года. В следующем году проект был показан на выставках E3 и ECTS. Позже Midway объявила, что игра также будет выпущена для PlayStation 2. Позднее были выложены изображения двух секретных игровых персонажей: Шакила О’Нила и Майкла Джексона; для создания последнего, певец использовал специальный костюм для создания движений для своего персонажа.
Midway выпустила версию для PlayStation 2 23 октября, чтобы совпасть с выпуском консоли. Как и в предыдущей игре, Майкл Баффер появляется в игре в качестве камео. Среди персонажей игры также есть президент США Билл Клинтон и его жена, Хиллари Клинтон, названые в игре как «Господин Президент» и «Первая Леди» соответственно.

## Восприятие
| Сводный рейтинг    | Сводный рейтинг | Сводный рейтинг | Сводный рейтинг | Сводный рейтинг | Сводный рейтинг |
| Издание            | Оценка          | Оценка          | Оценка          | Оценка          | Оценка          |
| Издание            | Dreamcast       | GBA             | N64             | PS              | PS2             |
| ------------------ | --------------- | --------------- | --------------- | --------------- | --------------- |
| GameRankings       | 74,44 %         | 54,03 %         | 71,60 %         | 63,86 %         | 77,63 %         |
| Metacritic         | 70/100          | 57/100          | 64/100          | 68/100          | 75/100          |
| Иноязычные издания |                 |                 |                 |                 |                 |
| Издание            | Оценка          | Оценка          | Оценка          | Оценка          | Оценка          |
| Издание            | Dreamcast       | GBA             | N64             | PS              | PS2             |
| AllGame            | [ 17 ]          | [ 18 ]          |                 | [ 19 ]          |                 |
| Edge               | 7/10            |                 |                 |                 |                 |
| EGM                | 6/10            | 6/10            |                 | 5/10            | 7,33/10         |
| Eurogamer          |                 | 3/10            |                 |                 |                 |
| GameFan            |                 |                 |                 |                 | 70 %            |
| Game Informer      | 7,5/10          | 4,25/10         |                 |                 | 7,25/10         |
| GamePro            |                 | [ 30 ]          |                 |                 | [ 31 ]          |
| GameRevolution     | B−              |                 |                 |                 | B−              |
| GameSpot           | 7,7/10          | 7,6/10          | 6,7/10          | 7/10            | 8/10            |
| GameSpy            |                 | 51 %            |                 |                 |                 |
| GameZone           |                 | 7,5/10          |                 |                 | 10/10           |
| IGN                | 7,7/10          | 3,5/10          | 7/10            | 6/10            | 6,2/10          |
| Nintendo Power     |                 | [ 47 ]          | 7,6/10          |                 |                 |
| OPM                |                 |                 |                 | [ 49 ]          | [ 50 ]          |
| USA Today          |                 |                 |                 |                 | [ 51 ]          |

После выхода игры, журнал Famitsu оценил версию для PlayStation 2 в 31 балл из 40 возможных.